# Arroyopteron
Arroyopteron – wymarły rodzaj z rzędu Caloneurodea i rodziny Hapalopteridae. Obejmuje tylko jeden znany gatunek: Arroyopteron indolatum.
Rodzaj i gatunek typowy opisane zostały w 2004 roku przez Aleksandra Rasnicyna na podstawie pojedynczej skamieniałości skrzydła. Odnaleziono ją na terenie Carrizo Arroyo w stanie Nowy Meksyk, w ogniwie Red Tanks formacji Bursum. Pochodzi ona z asselu we wczesnym permie. Nazwa rodzajowa to połączenie części nazwy lokalizacji i greckiego πτερόν (pterón), oznaczającego „skrzydło”.  Epitet gatunkowy indolatus oznacza po łacinie „częściowe” i odnosi się do fragmentaryczności skamieniałości.
Owad ten miał przypuszczalnie skrzydło długości około 13–14 mm, przy czym zachowany jego fragment ma 10 mm długości i 3,2 mm szerokości. W wąskim polu kostalnym krótka żyłka subkostalna kończyła się na żyłce kostalnej jeszcze przed środkiem długości skrzydła. Żyłki: radialna, sektor radialny, medialna i pierwsza analna były lekko faliste. Grzebieniasty sektor radialny brał początek stosunkowo blisko nasady skrzydła i przypuszczalnie dawał cztery do sześciu odgałęzień. Żyłka medialna była nierozgałęziona. Żyłki kubitalne przednia i tylna biegły prosto i były nierozgałęzione. Pierwsza żyłka analna przebiegała w pobliżu tylnego brzegu skrzydła.
Z tego samego ogniwa formacji Bursum znane są również skamieniałości innych Hapalopteridae (Carrizarroyo, Carrizopteron), innych Caloneurodea (Paleuthygramma, Vilviopsis), owadów z takich innych rzędów jak: przerzutki (rodzina Dasyleptidae), Dictyoneurida (rodziny Calvertiellidae, Dictyoneuridae, Hanidae i Spilapteridae), Diaphanopterida (rodziny Asthenohymenidae i Martynoviidae), psotniki (rodzina Psocidiidae), Miomoptera (rodzina Palaeomanteidae), Paoliida (rodzina Anthracoptilidae), pluskwiaki (rodzina Archescytinidae), prostoskrzydłe (rodzina Thueringoedischiidae), świerszczokaraczany (rodzina Liomopteridae) i wojsiłki (rodzina Kaltanidae) oraz niedającego się zaliczyć do rzędu Microcarrizo.